# Armando Guebuza

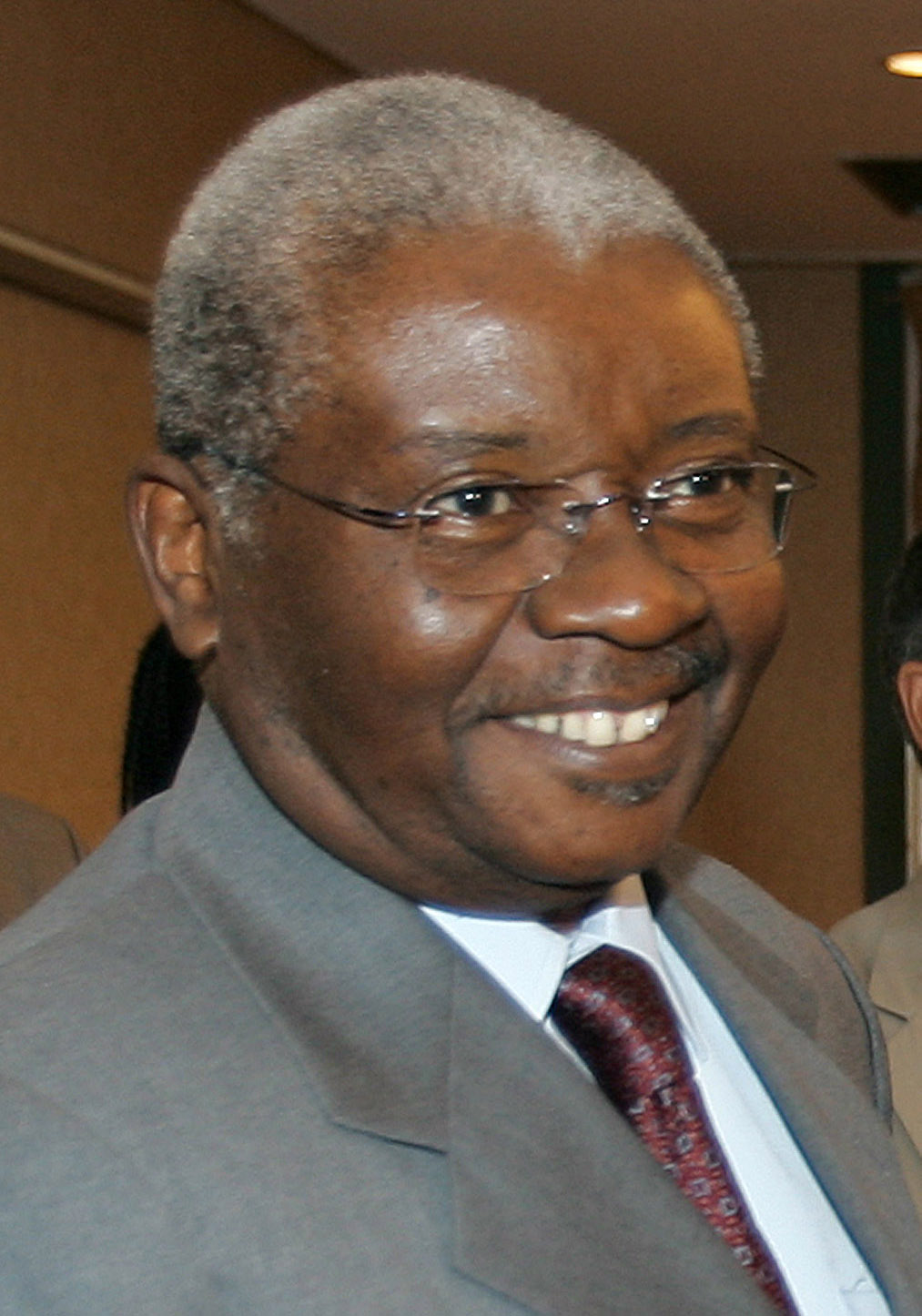
Armando Guebuza

Armando Emílio Guebuza (Murrupula, 20 januari 1943) was president van Mozambique van februari 2005 tot januari 2015.
Guebuza werd in Noord-Mozambique geboren. Reeds op twintigjarige leeftijd sloot Guebuza zich aan bij het Mozambikaans Bevrijdingsfront, FRELIMO. Hij werd voorzitter van het Mozambikaans Centrum van Afrikaanse Studenten (NESAN), de studentenafdeling van FRELIMO. In 1965 werd hij in het Uitvoerende en het Centrale Comité van FRELIMO gekozen. De jaren voor de onafhankelijkheid van Mozambique volgde Guebuza een guerrillatraining in Tanzania. Als guerrillacommandant verwierf hij de rang van generaal.
Na de onafhankelijkheid van Mozambique (1975) werd hij lid van het Politbureau van FRELIMO en was hij onderminister van Binnenlandse Zaken (1975-1977; 1983-1985), onderminister van Defensie (1980) en resident-minister in de provincie Sofala (1981-1983).
Als minister van Binnenlandse Zaken in de regering-Machel, direct na de onafhankelijkheid in 1975, gaf hij de Portugezen 24 uur de tijd om het land te verlaten en mochten ze 20 kilogram per persoon aan spullen meenemen. Dit decreet ging de geschiedenis in als decreet "20-24".
Na de dood van president Samora Machel tijdens een vliegtuigongeluk in 1986, was Guebuza als lid van een staatsraad interim-staatshoofd (evenals andere leden van het Politbureau). Daarnaast was hij hoofd van de onderzoekscommissie die de dood van president Machel onderzocht.
In 1987 werd Guebuza minister van Transport in de regering-Chissano.
Nadat de regering van Mozambique eind jaren tachtig het socialisme liet varen, werd Guebuza een rijk zakenman en eigenaar van bouwbedrijven, vissersbedrijven en exportbedrijven. Daarnaast is hij grootaandeelhouder in de grootste brouwerij van Mozambique, de Banco Mercantil de Investimentos, en van een containertransportbedrijf in Port Beira. Hij verkreeg de bijnaam "Mr Gue-Business".
Van 1990 tot 1992 maakte Guebuza deel uit van de onderhandelingsdelegatie die met RENAMO, een guerrillabeweging, onderhandelde over vrede. In de herfst van 1992 werd er een vredesakkoord gesloten tussen RENAMO en de FRELIMO-regering.
Eind jaren 80 was Guebuza een van de eerste FRELIMO-leiders die het nut inzagen van de introductie van het meerpartijenstelsel, maar ook van de democratie. Guebuza - nu zelf een rijk zakenman - werd pleitbezorger voor de ontwikkeling van een 'nationale bourgeoisie' en een middenklasse. In de jaren 90 wist hij leningen te verkrijgen van het Internationaal Monetair Fonds, ondanks zijn radicale nationalisme.
Tijdens het 8e partijcongres van FRELIMO in 2002 werd Armando Guebuza tot presidentskandidaat van FRELIMO gekozen. Daarnaast werd hij secretaris-generaal van de partij. Hij passeerde hierbij president Joaquim Chissano, de leider van de hervormingsgezinde vleugel van FRELIMO.
Guebuza werd in december 2004 met 63,7% van de stemmen tot president van Mozambique gekozen. Hij versloeg hierbij de kandidaat van RENAMO, Afonso Dhlakama. Op 2 februari 2005 werd hij als president van Mozambique beëdigd.
Na in 2009 voor een tweede en laatste termijn gekozen te zijn, trad hij in 2015 af ten gunste van Filipe Nyusi.
Guebuza staat bekend als autoritair en populistisch, conservatief en nationalistisch, doch ook als een krachtdadig bestuurder die corruptie wil uitbannen in de Mozambikaanse samenleving. Volgens sommigen is Guebuza de rijkste man van Mozambique, in ieder geval behoort hij tot de top 10 van rijkste personen in Mozambique.
Van 27 tot 29 februari 2008 bracht Guebuza met zijn echtgenote een officieel bezoek aan Nederland.